# Канагавский договор
Канагавский договор (яп. 神奈川 条約 Канагава дзё:яку, или 日米 和親 条約 Нити-бэй васин дзё: яку, «Японо-американский мирный договор») — договор, подписанный 31 марта 1854 года между США в лице коммодора Мэттью Перри и Сёгунатом. Договор открыл японские порты Симода и Хакодате для американской торговли, гарантировал обеспечение безопасности лиц, потерпевших кораблекрушение, и позволил США создать постоянное консульство. Это положило конец политической самоизоляции Японии, длившейся более двух веков.
Перри изначально отказался вести переговоры с японскими официальными лицами и потребовал разговора с японским императором. На тот момент реальным правителем Японии был сёгун Токугава Иэёси, и  о том, чтобы император мог каким-либо образом общаться с иностранцами, не могло быть и речи. В конце концов Перри пришёл к выводу, что лучше попросить о переговорах с представителями Сёгуната Токугава, а не с самим императором.
За договором в 1858 году последовал Договор о дружбе и торговле, который разрешил в Японии создание иностранных концессий, экстерриториальность для иностранцев и снижение импортных пошлин в Японии.
Аналогичные договоры были заключены позднее с Россией (Симодский трактат), Францией и Соединённым Королевством.

## Содержание
Договор состоял из предисловия и 12 статей. Содержание статей следующее:
1. Япония и США декларировали заключение вечного мира и дружбы между их народами.
2. Япония предоставляла разрешение кораблям США входить в японские порт Симода в провинции Идзу и порт Хакодате на острове Хоккайдо. Порт Симода открывался с момента подписания договора, 31 марта 1854 года, а порт Хакодате — с апреля 1855 года. Японцы обещали обеспечивать американцев водой, топливом и продовольствием.
3. Япония обязывалась бесплатно спасать корабли США, потерпевшие кораблекрушение вблизи японских кораблей. Команды и имущество кораблей должны были доставляться в Симода или Хакодате.
4. Япония обязывалась благосклонно относиться к гражданам США, которые находились в стране.
5. Япония предоставляла гражданам США, которые находились в Симода и Хакодате, право свободного передвижения вокруг этих портовых городов в пределах семи японских миль.
6. Япония обязалась решать все проблемы с США путём переговоров.
7. Япония позволяла США торговлю товарами за золото, серебро и другие товары согласно правилам, которые устанавливались японским правительством. США должны были забирать назад те товары, которые не имели спроса.
8. Япония запрещала частную торговлю топливом, водой и продовольствием для кораблей США. Все товары первой необходимости должны были реализовываться через чиновников.
9. Япония оказывала США режим наибольшего благоприятствования в торговле.
10. Япония запрещала кораблям США входить в другие порты, кроме Симода и Хакодате, при отсутствии штормовой погоды.
11. Япония давала США право открыть консульство в Симода.
12. Обе стороны обязывались ратифицировать договор в своих странах и в течение 18 месяцев обменяться образцами ратифицированных документов.